# Alando
Alando (en idioma corso Alandu) es una comuna  y población de Francia, en la región de Córcega, departamento de Alta Córcega.
Su población en el censo de 1999 era de 23 habitantes.

## Demografía
| 50 | 51 | 42 | 38 | 15 | 23 |
| Para los censos de 1962 a 1999 la población legal corresponde a la población sin duplicidades (Fuente: INSEE [Consultar]) |    |    |    |    |    |

- Datos: Q204907
- Multimedia: Alando / Q204907

1. ↑  Worldpostalcodes.org, código postal n.º 20212.
2. ↑  INSEE, Datos de población para el año 2012 de Alando (en francés).